# Astridia rubra
Astridia rubra är en isörtsväxtart som först beskrevs av L. Bol., och fick sitt nu gällande namn av L. Bol. Astridia rubra ingår i släktet Astridia och familjen isörtsväxter. Inga underarter finns listade i Catalogue of Life.